# Jérôme Baugnies
Jérôme Baugnies (Soignies, 1 d'abril de 1987) és un ciclista belga, professional des del 2006. Actualment corre a l'equip Wanty-Groupe Gobert.

## Palmarès
- 2009
  - 1r al Gran Premi d'Affligem
  - Vencedor d'una etapa al Tríptic de les Ardenes
- 2013
  -  Campió de Bèlgica sense contracte en ruta
  - 1r a la Kattekoers
  - 1r al Tríptic de les Ardenes i vencedor d'una etapa
  - 1r al Gran Premi d'Affligem
  - Vencedor d'una etapa als Dos dies de Gaverstreek
  - Vencedor de 2 etapes a la Volta al Brabant flamenc
- 2014
  - Vencedor d'una etapa a la Tropicale Amissa Bongo
  - Vencedor d'una etapa al Tour dels Fiords
- 2015
  - 1r a la Druivenkoers Overijse
- 2016
  - 1r a l'Internationale Wielertrofee Jong Maar Moedig
  - 1r a la Druivenkoers Overijse
  - Vencedor d'una etapa al Roine-Alps Isera Tour
- 2017
  - 1r a la Druivenkoers Overijse
- 2018
  - 1r a l'Internationale Wielertrofee Jong Maar Moedig
  - 1r al Gran Premi de la vila de Zottegem